# 第23次世界童軍大露營

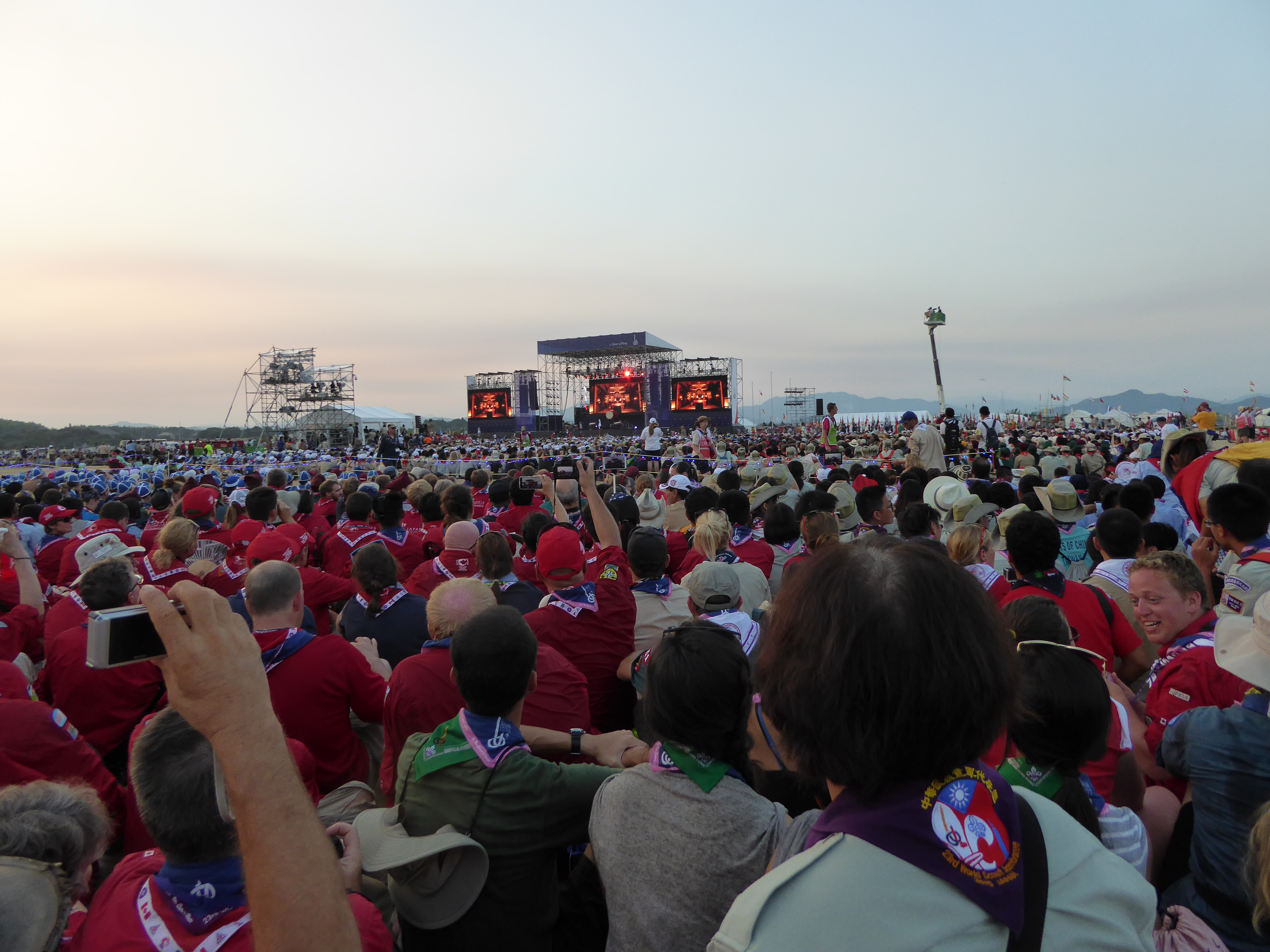

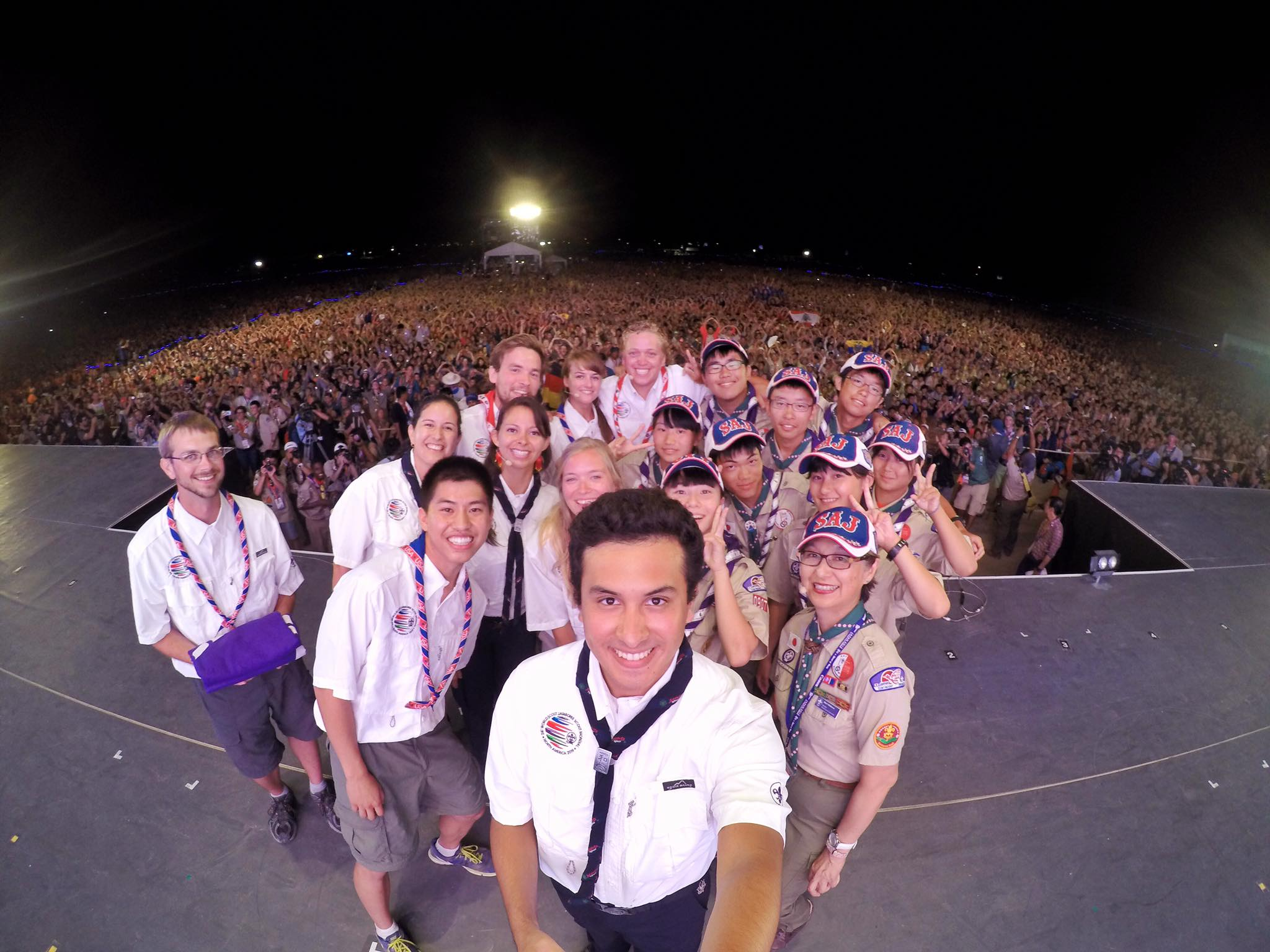

第23次世界童軍大露營主辦國家為日本。

## 主題
每次世界童軍大露營通常會有一個主題，而本次露營大會主題為和 Wa: A Spirit of Unity（Wa為日文中和的發音，此次大露營充滿著平和的氣息，即中文中和平的意思）。

## 大露營地點
第23次童軍大露營大會地點位於日本本州最南端的山口縣山口市山口県立きらら浜自然観察公園。

## 模組活動

### GDV模組
透過GDV(Global Development Village)模組活動，夥伴們將學習如何在日常生活中發掘各式各樣的全球議題，並從和平、永續發展、人權、健康、貧窮等面相來剖析並了解人權、全球暖化及飢荒等議題。

### 文化模組
在文化(Culture)模組活動中，童軍們將前往文化Hub體驗各國代表團及日本各地組織設立之文化體驗攤位，可以體驗各國之特有文化活動。

### 科學模組
科學(Science)模組提供童軍伙伴透過科學活動學習，豐富對於現代科學知識的了解。

### 社區模組
每一分團中的4個小隊在社區(Community)模組中將分開行動，童軍伙伴將有機會前往山口縣內19個不同的城鎮，與當地的學生或居民交流，並體驗在地文化，藉此更加了解日本在地文化。

### 自然模組
自然(Nature)模組即為徒步旅行模組。

### 水上活動
本次大露營的水上活動(Water)模組共分為兩個活動場地。一為營區內的游泳池，當中有獨木舟、水上自救等體驗活動(並非所有童軍皆可參加)。另一場地為營區之海岸(beach)-月之海,在海岸，有沙灘拔河、沙灘腳踏車、沙灘足球、沙灘排球、沙灘水仗等活動，最後將至海泳池游泳(游泳有時間限制)，上岸沖洗後，可選擇留在海岸旁之草皮做日光浴，或直接回營。

### 和平模組
所有的分營區都會安排一天的和平模組，並參觀位于广岛市中区中岛町的广岛和平纪念公园以及廣島和平紀念資料館。
在模組中有安排原爆生存者創作詩歌朗讀會及摺紙、書法體驗活動並由廣島縣童軍及女童軍接待。

### 信仰模組
信仰(Faith and Beliefs)模組

### 自由活動
分配到自由活動（Free Time Activity）的參加人員可前去參觀營區內的自然觀察公園展覽館，報名足球交流活動等。

## 分營區
本次露營共有東、西、南、北四個大營區，其中北、東、西大營區中皆有4個分營區，每個分營區中也有50個分團，2000名童軍伙伴。同一個分營區內的童軍伙伴將同時進行相同的模組活動。12個童軍分營區和1個工人分營區之分營區名皆是以日本有名山岳之名稱來命名的。童軍分營區中的每一個分團都再細分為4個小隊，每一小隊中都有9位童軍(14~18歲)和一位團長(團領導人Unit leader)。
三個童軍營區分別為：

| - 北大營區(Northern Hub) - 赤城Akagi - 磐梯Bandai - 鳥海Chokai - 大雪Daisetsu | - 東大營區(Eastern Hub) - 惠那Ena - 富士Fuji - 五竜Goryu - 穗高Hotaka | - 西大營區(Western Hub) - 石鎚Ishizuchi - 寂地Jakuchi - 九重Kuju - 宮之浦Miyanoura |

成人營區
- 南大營區(Southern Hub)
  - 藏王Zao

## 大會歌
這次大露營的大會歌名為"A Spirit of Unity"

## Arena show
此次大露營共有3次全體參加人員出席之大型活動，分別為Opening Ceremony,Arena Show以及Closing Ceremony。3場儀典皆有現場直播，除Arena Show於youtube之直播檔案已被移除，開幕式及閉幕式現場直播影片皆可於youtube上收看。3場儀典皆有邀請日本藝人（如中川翔子、安田レイ、℃-ute等）現場演出或重要來賓（如德仁親王、安倍晉三等）現場致詞。

## 中華民國童軍參與狀況
中華民國童軍總會宣佈組成台灣童軍運動上最大代表團參與此次大露營，由童軍總會理事長林政則領隊，總團長林錦盛負責帶領中華民國童軍代表團，30個分團(23團participant以及7團IST)1236人，前往日本參與活動。

## 外部連結
- 第23次世界童軍大露營 （英文）
- 山口大露營祭官方網頁 （日語）